# Amischotolype
Amischotolype là một chi thực vật có hoa trong họ Commelinaceae.